# 延命直松
延命 直松（えんめい なおまつ、1914年8月14日 - 1997年7月10日）は、日本の経営者。アサヒビール社長を務めた。石川県鹿島郡鹿島町（現在の中能登町）出身。

## 経歴・人物
旧制四高を経て1939年に京都帝国大学経済学部を卒業し、同年に住友銀行に入行し、取締役、常務を歴任した。1971年に朝日麦酒専務に就任し、副社長を経て、1976年2月に社長に昇格した。1982年3月に取締役相談役を経て、1983年3月から相談役を務めた。
1984年11月に勲三等瑞宝章を受章した。
1997年7月10日心筋梗塞のために死去。82歳没。